# Frank Borman
Frank Frederick Borman II (14 tháng 3 năm 1928 – 7 tháng 11 năm 2023) là một đại tá đã nghỉ hưu của Không quân Hoa Kỳ (USAF), kỹ sư hàng không, phi công thử nghiệm, doanh nhân, chủ trang trại và phi hành gia NASA. Ông là chỉ huy của Apollo 8, chuyến đi không gian đầu tiên bay quanh Mặt trăng và cùng với các đồng đội Jim Lovell và Bill Anders, trở thành người đầu tiên trong số 24 người làm điều đó, ông đã được trao tặng Huân chương Không gian của Quốc hội Mỹ. Tính đến năm 2019, anh là cựu phi hành gia người Mỹ sống lâu nhất, lớn hơn Lovell mười một ngày.
Bốn ngày trước khi anh tốt nghiệp lớp West Point năm 1950, trong đó anh được xếp hạng thứ tám trong số 670, Borman được ủy nhiệm tại Không quân Hoa Kỳ (USAF). Anh ta đủ tiêu chuẩn làm phi công chiến đấu, và phục vụ tại Philippines. Ông có bằng Thạc sĩ Khoa học tại Viện Công nghệ California năm 1957, và sau đó trở thành trợ lý giáo sư nhiệt động lực học và cơ học chất lỏng tại Học viện Quân sự Hoa Kỳ (USMA). Năm 1960, anh được chọn vào lớp 60-C tại Trường thí điểm thử nghiệm thử nghiệm của Không quân Hoa Kỳ (USAF) tại căn cứ không quân Edwards ở California, và đủ điều kiện làm phi công thử nghiệm. Khi tốt nghiệp, anh được nhận vào làm một trong năm sinh viên của lớp đầu tiên tại Trường thí điểm nghiên cứu hàng không vũ trụ.
Ông qua đời ở tuổi 95 vì đột quỵ tại Phòng khám Billings vào ngày 7 tháng 11 năm 2023.